# Gustav Rind
Gustav Rind   (1832 - Sant Joan Lohitzune, 24 de desembre de 1899), de vegades Gustave Rinck,fou un pianista i compositor francès.
Aconseguí fama com a concertista i produí una sèrie d'obres molt interessants per a piano, en particular un Concert, així com un quartet per a piano i instruments d'arc, diverses composicions per a diversos instruments, melodies vocals i una òpera còmica, Mademoiselle de Kerven, estrenada a Bordeus el 1877